# Henk Faanhof
Hendrikus Jacobus "Henk" Faanhof (Amsterdam, 29 d'agost de 1922 - Amsterdam, 25 de gener de 2015) va ser un ciclista neerlandès que fou professional entre 1950 i 1955.
Com a ciclista amateur aconseguí notables èxits esportius, sobretot en guanyar el Campionat del món de 1949, a Copenhaguen. Com a professional aconseguí 10 victòries, entre elles una etapa del Tour de França de 1954.

## Palmarès
- 1949
  -  Campió del món en ruta amateur
  - 1r de la Volta a IJsselmeer
  - 1r de l'Amsterdam-Arnhem-Amsterdam
- 1950
  - Vencedor de 2 etapes de la Volta als Països Baixos
- 1951
  - 1r del Gran Premi Courrier Picard
  - Vencedor de 2 etapes de la Volta als Països Baixos
- 1952
  - 1r a Hoensbroek
  - Vencedor d'una etapa de la Volta als Països Baixos
  - Vencedor de 2 etapes de la Volta a l'Argentina
- 1954
  - Vencedor d'una etapa del Tour de França

### Resultats al Tour de França
- 1951. Abandona (10a etapa)
- 1952. 76è de la classificació general
- 1954. 47è de la classificació general. Vencedor d'una etapa